# Comment j'ai provoqué la Seconde Guerre mondiale
Pour plus de détails, voir Fiche technique et Distribution.
Comment j'ai provoqué la Seconde Guerre mondiale ou Comment j'ai déclenché la Seconde Guerre mondiale (Jak rozpętałem drugą wojnę światową) est un long métrage polonais réalisé en 1969 par Tadeusz Chmielewski et sorti au cinéma en 1970.
Il a un statut de film culte en Pologne.

## Synopsis
À la suite de coïncidences comiques, un soldat polonais, Franciszek Dolas, est convaincu d'être à l'origine de la Seconde Guerre mondiale. En essayant de se racheter à tout prix, il accumule de nouveaux ennuis. Ce faisant, il se retrouve sur les différents fronts de guerre (Yougoslavie, mer Méditerranée, Proche-Orient, Italie) avant de retourner en Pologne,,.

## Fiche technique
Sauf indication contraire, les informations mentionnées dans cette section peuvent être confirmées par la base de données cinématographiques IMDb,  présente dans la section « Liens externes ».
- Titre original : Jak rozpętałem drugą wojnę światową
- Réalisation : Tadeusz Chmielewski
- Scénario : Tadeusz Chmielewski, d'après une nouvelle de Kazimierz Sławiński (pl)
- Musique : Jerzy Matuszkiewicz (pl)
- Photographie : Jerzy Stawicki (pl)
- Montage : Janina Niedźwiecka (pl)
- Décors : Bolesław Kamykowski (pl)
- Costumes : Marta Kobierska et Lidia Rzeszewska
- Société de production : PRF Zespol Filmowy (pl)
- Pays d'origine :  Pologne
- Langues originales : polonais, mais aussi serbo-croate, italien, allemand, français, anglais et russe
- Genre : comédie de guerre
- Format : noir et blanc (et version colorisée) - 35 mm - 2,35:1 - son mono
- Durée : 224 minutes
- Dates de sortie :
  - Pologne : 2 avril 1970
  - Hongrie : 13 mai 1971

## Distribution
- Marian Kociniak : Franek Dolas
- Wirgiliusz Gryń (pl) : Józek Kryska
- Leonard Pietraszak : aviateur dans le stalag
- Stanisław Milski (pl) : général allemand
- Kazimierz Talarczyk (pl) : Woydyłło
- Jerzy Block (pl) : chef de gare
- Andrzej Gawroński (pl) : Helmut, agent de la Gestapo
- Emil Karewicz : officier de la Gestapo
- Henryk Łapiński (pl) : Władzio Wachocki
- Andrzej Herder (pl) : Hans, agent de la Gestapo
- Leon Pietraszkiewicz (pl) : Herbert Gulke
- Jerzy Rogalski (pl) : Jędrzej Grzyb, Paysan
- Mirosław Szonert (pl) : gendarme
- Mieczysław Stoor (pl) : agent de la Gestapo
- Jarosław Skulski (pl) : colonel à l'ambassade de Pologne à Belgrade
- Tomasz Zaliwski (pl) : officier yougoslave
- Elżbieta Starostecka (pl) : chanteuse dans l'auberge
- Jerzy Moes (pl) : lieutenant Regulski
- Andrzej Krasicki (pl) : capitaine du bateau français
- Wojciech Zagórski (pl) : le Turc enrôlé sur le bateau allemand
- Janina Borońska (pl) : Elżbieta
- Ludwik Benoit : aubergiste
- Janusz Kłosiński : aubergiste
- Jan Paweł Kruk (pl) : Marin
- Zdzisław Kuźniar (pl) : Dino Stojadinović (Capitaine du bateau yougoslave)
- Józef Łodyński (pl) : chauffeur sur le bateau yougoslave
- Krystyna Borowicz (pl) : le patron du bordel
- Piotr Fronczewski : soldat italien
- Wacław Kowalski (pl) : Kiedros, sergent à la Légion étrangère
- Jan Świderski (aktor (pl) : Letoux, capitaine à la Légion étrangère
- Leonard Andrzejewski (pl) : soldat à la Légion étrangère
- Kazimierz Rudzki (pl) : capitaine Ralf Peacoock
- Lech Ordon (pl) : sergent Hopkins
- Zdzisław Maklakiewicz (pl) : soldat italien
- Jerzy Duszyński (pl) : soldat italien
- Marian Rułka (pl) : soldat britannique
- Joanna Jędryka (pl) : Teresa
- Małgorzata Pritulak (pl) : Mirella
- Kazimierz Fabisiak (pl) : père Dominik, Prieur dans un monastère
- Konrad Morawski (pl) : Matula
- Zygmunt Zintel (pl) : père Sebastian
- Halina Buyno-Łoza (pl) : Jóźwiakowa
- Stanisław Gronkowski (pl) : partisan "Wilk" (Wolf)
- Aleksander Fogiel (pl) : Jóźwiak
- Eugeniusz Kamiński (pl) : agent de la Gestapo
- Ludwik Kasendra (pl) : frère Florian

## Commentaires
Cette comédie de guerre est basée sur la nouvelle de Kazimierz Sławiński (pl) Przygody kanoniera Dolasa (litt. « Les Aventures de Dolas le Canonnier »). Le tournage a eu lieu en Pologne et en URSS, entre autres à Sotchi, Bakou, Poświętne et Łódź, ainsi que Hourzouf, Yalta et Soukhoumi. Le film est considéré culte en Pologne.
Le film est divisé en trois parties :
- Część I: Ucieczka (Partie I : L'Évasion)[1]
- Część II: Za bronią (Partie II : Pour les armes)[2]
- Część III: Wśród swoich (Partie III : Entre amis)[3]

Réalisé à l'origine en noir et blanc, le film est colorisé en 2000 par la société hollywoodienne Dynacs Digital Studios à la demande du Studio Filmowe Oko (pl) et de la chaîne de télévision Polsat.
C'est dans ce film qu'apparaît le nom fictif de « Grzegorz Brzęczyszczykiewicz ». Dolas, personnage principal, donne ce nom à l'officier de la Gestapo qui l'interroge, pour l'égarer.